# Лавин, Аврил
А́врил Рамо́на Лави́н (англ. Avril Ramona Lavigne, МФА (англ.) [ˈævrɨl ləˈviːn], МФА (фр.) [avˈril laˈviɲ]; 27 сентября 1984, Белвилл, Онтарио, Канада) — канадская певица, автор песен, дизайнер и актриса

. Её дебютный альбом, Let Go, вышедший в 2002 году, был продан тиражом 16 млн копий. Последующие работы — Under My Skin (2004) и The Best Damn Thing (2007) — возглавляли мировые чарты, в том числе американский Billboard 200. Пять песен Лавин — «Complicated», «Sk8er Boi», «I’m with You», «My Happy Ending» и «Girlfriend» — занимали первые строчки мировых чартов. По всему миру было продано более 30 млн копий её альбомов. По состоянию на январь 2011 года, она являлась одной из самых популярных певиц в США с 11,5 млн проданных альбомов. Журнал Billboard поместил Лавин на 10-е место в рейтинге артистов 2000-х годов, а также на 28-е место по коммерческому успеху. Её четвёртый студийный альбом Goodbye Lullaby вышел в марте 2011 года. Затем она выпустила свой пятый студийный альбом, который поступил в продажу 5 ноября 2013 года.
Шестой альбом Аврил после длительного перерыва вышел 15 февраля 2019 года под названием Head Above Water.
Помимо музыкальной карьеры, Аврил Лавин занимается дизайном и участвует в кинематографической деятельности. В 2006 году она озвучивала персонажа мультфильма «Лесная братва» и снялась в фильме «Нация фастфуда». В 2008 году Лавин представила свою линию одежды под названием «Abbey Dawn», а в 2009—2011 годах выпустила духи «Black Star», «Forbidden Rose» и «Wild Rose».

## Детство

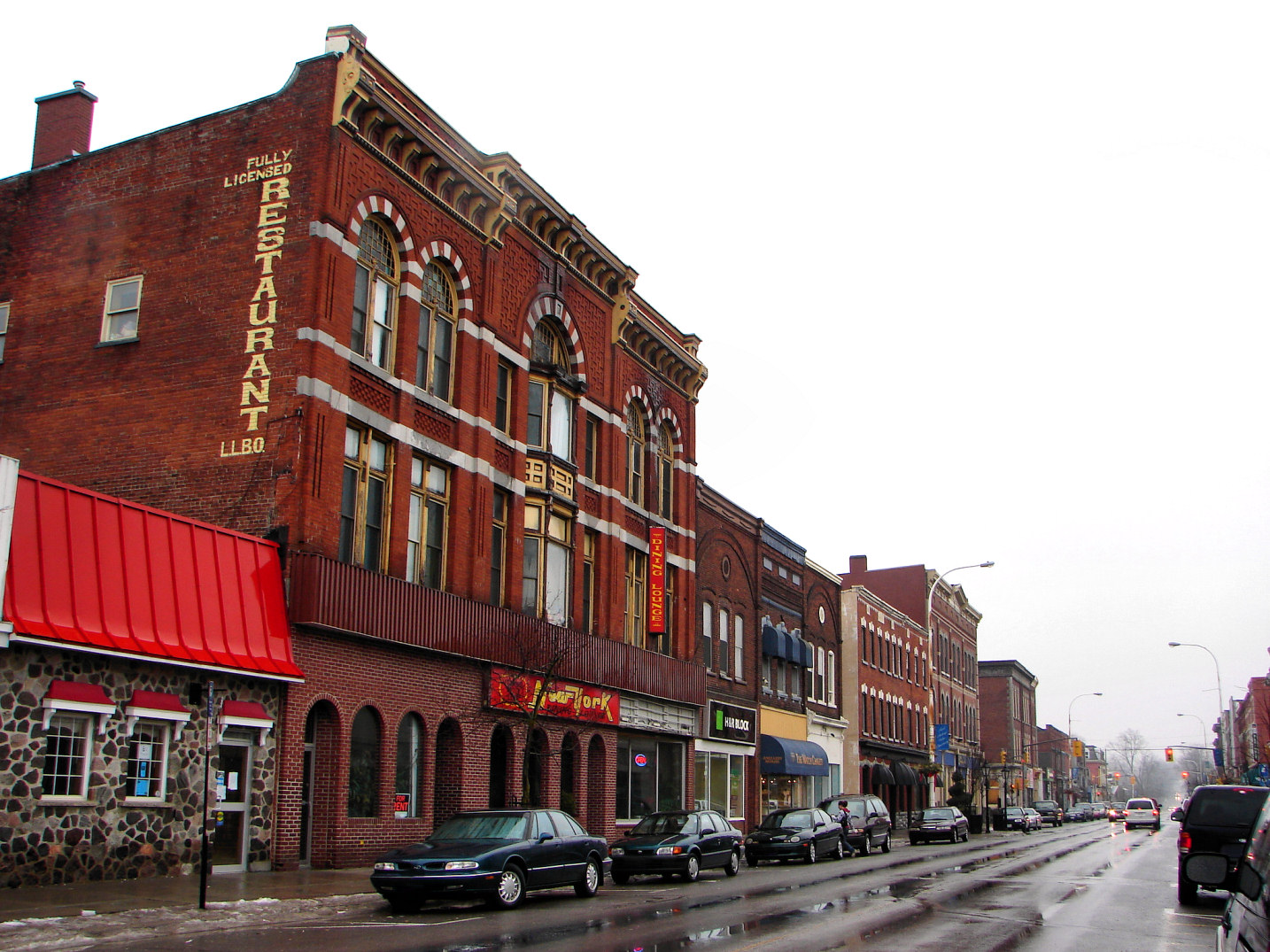
Главная улица Напани — города, где прошли ранние годы Аврил Лавин

Аврил Рамона Лавин родилась в городе Белвилле, Онтарио, в семье представителей рабочего класса Джудит-Розанн «Джуди» и Жан-Клода Лавин. Имя «Avril» (с фр. — «Апрель») было выбрано её отцом, франкоканадцем. У Аврил есть старший брат Мэтью и младшая сестра Мишель. В два года она стала петь церковные песни вместе с матерью. Когда ей было пять лет, семья переехала в Напани, Онтарио, городок с пятитысячным населением. Она не любила учиться (иногда её выгоняли из класса за поведение), но родители поддерживали желание дочери стать певицей. Отец купил ей микрофон, ударную установку, клавишные, несколько гитар и оборудовал студию в подвале. В 14 лет родители водили её петь в караоке. Лавин также выступала на сельских ярмарках, где пела песни кантри-исполнителей Гарта Брукса, The Dixie Chicks и Шанайи Твейн. В то же время она начала писать свои песни, первая из которых была о подростковой влюблённости и называлась «Can’t Stop Thinking About You».
В 1998 году, выиграв в конкурсе на радио, Лавин спела с Шанайей Твейн на сцене Scotiabank Place песню «What Made You Say That». Лавин сказала ей, что собирается стать «известной певицей». Во время выступления с любительским театром Lennox её заметил местный фолк-исполнитель Стивен Мэдд и пригласил спеть вокальную партию в его песне «Touch the Sky» из альбома 1999 года Quinte Spirit. Позже она исполнила песни «Temple of Life» и «Two Rivers» в его альбоме 2000 года My Window to You. В декабре 1999 года, исполняя кавер-версии кантри-песен в книжном магазине Chapters в Кингстоне, Онтарио, она познакомилась со своим первым менеджером Клиффом Фабри. Фабри отправил видеокассеты с домашними записями Лавин некоторым потенциальным продюсерам, и начинающая певица встретилась с несколькими из них. Марк Джоуэтт из компании Nettwerk свел её с Питером Зиццо летом 2000 года, с которым она написала песню «Why». Однажды во время поездки в Нью-Йорк Лавин заметили менеджеры Arista Records.

## Музыкальная карьера

### 2000—2003:Let Go

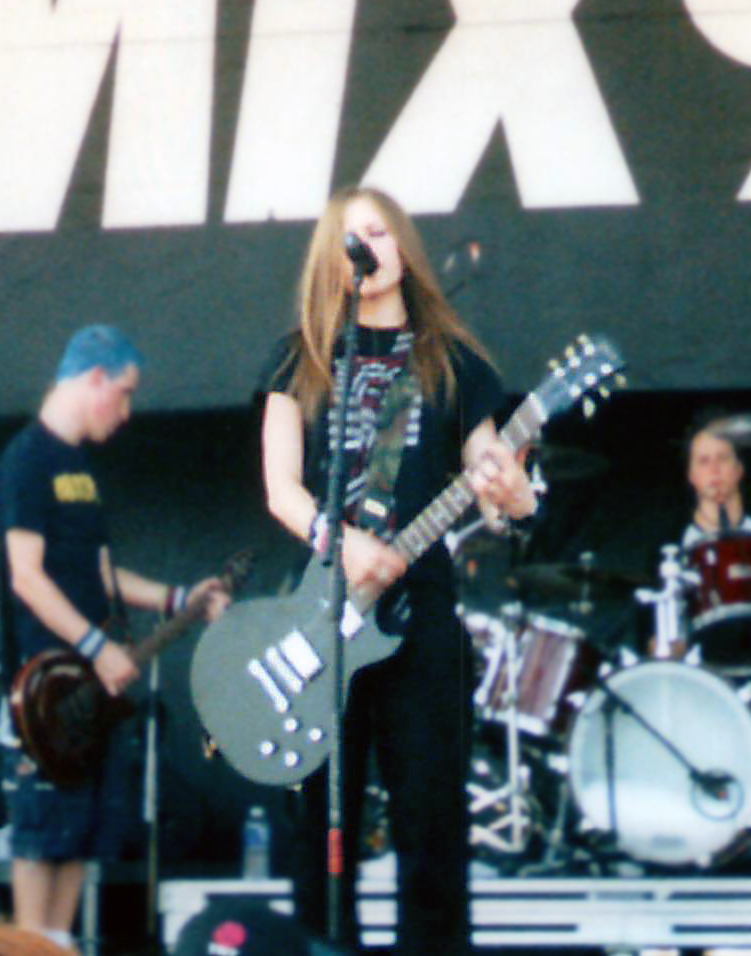
Концерт 10 сентября 2002

В ноябре 2000 года Кен Кронгард, представитель департамента по поиску талантов, организовал для Лавин прослушивание в студии Питера Зиццо в Манхэттене и пригласил туда Антонио «L.A.» Рейда, который тогда возглавлял Arista Records. Под сильным впечатлением от 15-минутного прослушивания Рейд сразу же предложил ей контракт стоимостью $1,25 млн на выпуск двух альбомов и аванс в размере $900 тыс.. К тому времени Лавин осознала, что естественно вписывалась в имидж скейтерши, этот образ был использован ею в стилистике первого альбома и видеоклипах. Аврил интересовалась скейтбордингом, к учёбе же была равнодушна и, подписав контракт, бросила школу, чтобы всерьёз заняться музыкой. «Я не собиралась отказываться от такого предложения. Я всю жизнь об этом мечтала. Мои родители знали, как сильно я этого хотела и как долго шла к этому», — вспоминала она.
Дебютный альбом Аврил Лавин Let Go был выпущен 4 июня 2002 года и достиг второго места в чарте Billboard 200. Альбом возглавлял чарты в Австралии, Канаде и Великобритании (Лавин стала самой молодой на то время певицей, возглавлявшей UK Albums Chart). К концу года альбом стал четырежды платиновым в США, что сделало её самой продаваемой певицей, а альбом Let Go — самым продаваемым дебютным альбомом года. К маю 2003 года Let Go разошёлся более чем миллионным тиражом в Канаде, что принесло альбому бриллиантовую сертификацию Канадской ассоциации звукозаписывающих компаний. К 2010 году в мире было продано более 16 млн копий, 6 761 000 — в США.
Первый сингл из альбома, «Complicated», попал на первое место чарта в Австралии и второе — в США. «Complicated» стал одним из самых продаваемых синглов года в Канаде; песня также была использована в телесериале «Бухта Доусона». «Complicated» попала на 83-ю строчку в списке самых популярных песен десятилетия.
Следующие синглы — «Sk8er Boi» и «I’m with You» — попали в первую десятку чарта Billboard Hot 100. Благодаря успеху первых трёх синглов Аврил стала вторым артистом в истории чарта Billboard Mainstream Top 40, чьи синглы из дебютного альбома возглавляли этот чарт. За клип «Complicated» Лавин получила награду «Лучший новый артист» на MTV Video Music Awards в 2002 году. Она также получила четыре награды «Джуно» из шести номинаций, награду World Music Awards в номинации «Самый продаваемый канадский исполнитель», восемь номинаций «Грэмми», в том числе «Лучший новый артист» и «Песня года» за «Complicated».
В 2002 году Лавин снялась в клипе «Hundred Million» поп-панк-группы Treble Charger. В марте 2003 года певица появилась на обложке Rolling Stone, а в мае исполнила песню «Fuel» на трибьюте группы Metallica MTV Icon. Во время своего первого концертного тура, Try to Shut Me Up, Лавин исполняла кавер-версию песни Green Day «Basket Case».

### 2004—2005:Under My Skin

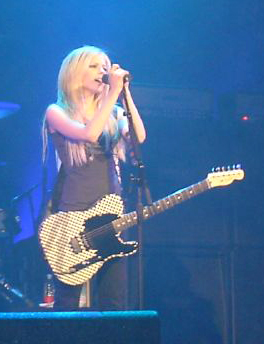
Концерт Аврил Лавин в Глазго 17 мая 2005 года в рамках The Bonez Tour

В 2004 году песня «Breakaway», которую Лавин и Мэтью Джерард написали ещё для альбома Let Go, была отдана Келли Кларксон. Песня появилась в одноимённом альбоме Кларксон и в саундтреке к фильму «Дневники принцессы 2: Как стать королевой». Лавин исполнила песню «Iris» вместе с Goo Goo Dolls на Fashion Rocks. В октябре 2004 года она снялась для обложки Maxim, а также записала песню для фильма «Губка Боб Квадратные Штаны».
Второй альбом, Under My Skin, был выпущен 25 мая 2004 года и сразу возглавил чарты Австралии, Мексики, Канады, Японии, Великобритании и США. Общемировой тираж пластинки превысил 8 миллионов; в США было продано 3 090 000 копий. Большинство песен Лавин написала с канадской певицей и автором-исполнителем Шанталь Кревязюк. Продюсерами альбома выступили муж Кревязюк, фронтмен Our Lady Peace Рейн Мэйда, а также Бутч Уокер и Дон Гилмор. Лавин и её гитарист Эван Тобенфельд отправились в тур «Live and By Surprise» по торговым центрам США и Канады, во время которого она исполняла акустические версии новых песен. В конце 2004 года она отправилась в свой первый мировой тур, The Bonez, который продлился почти до 2006 года и охватил практически все континенты.
«Don’t Tell Me», первый сингл из альбома, возглавил чарты Аргентины и Мексики, попал в первую пятёрку в Великобритании и Канаде и в первую десятку в Австралии и Бразилии. «My Happy Ending», второй сингл, возглавил чарт Мексики и попал в первую пятёрку чартов Великобритании и Австралии. В США он попал на девятое место Billboard Hot 100 и на первое место чарта Mainstream Top 40, став её четвёртым по уровню коммерческого успеха хитом. Третий сингл, «Nobody’s Home», не попал в топ-40 в США, но возглавил чарты Мексики и Аргентины. Четвёртый сингл, «He Wasn’t», пользовался умеренной популярностью в Великобритании и Австралии и не был выпущен в США.
В 2004 году Лавин получила две награды World Music Awards в категориях «Лучший поп/рок исполнитель» и «Лучший канадский исполнитель». Она также была номинирована в пяти категориях «Джуно» в 2005 году, выиграв в трёх, включая «Исполнитель года». Она получила награду «Любимая певица» на Kids' Choice Awards и была номинирована на нескольких интернациональных церемониях MTV.

### 2006—2008:The Best Damn Thing
26 февраля 2006 года Лавин выступила от Канады на закрытии церемонии Зимних Олимпийских игр с песней «Who Knows».
Пока Лавин записывала свой новый альбом, компания Fox Entertainment попросила её написать музыку для фильма «Эрагон». Певица предложила две композиции, из которых лишь «Keep Holding On» была использована в фильме. Аврил призналась, что задача была трудной, ведь нужно было, чтобы песня вписывалась в фильм.
Альбом The Best Damn Thing был выпущен 17 апреля 2007 года, Аврил сразу же отправилась в небольшой тур. Первый сингл, «Girlfriend», возглавил чарт Billboard Hot 100, а альбом в ту же неделю — чарт Billboard 200. «Girlfriend», первая песня Лавин, возглавившая американский чарт, пользовалась и большой международной популярностью, выйдя на лидирующие позиции в Австралии, Канаде, Японии, Италии, Великобритании и Франции. Песня была записана на испанском, французском, итальянском, португальском, немецком, японском и северокитайском языках. Международная федерация производителей фонограмм присвоила ей статус самой скачиваемой песни 2007 года (за 7,3 млн загрузок, включая версии на других языках). «Girlfriend» попала в список самых популярных песен десятилетия (№ 94).

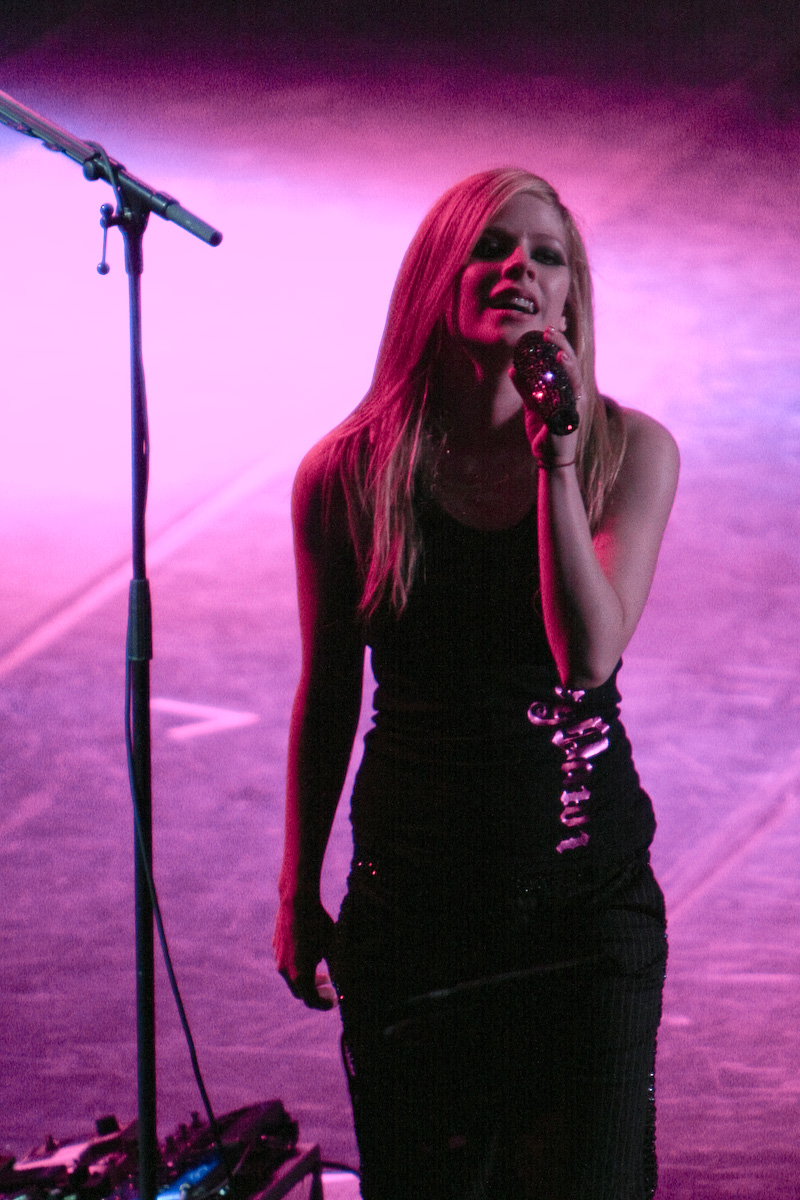
Концерт Аврил Лавин в Олимпийском баскетбольном дворце Пекина, 2008 год

«When You’re Gone», второй сингл, достиг третьего места в Великобритании, вошёл в первую пятёрку чартов Австралии и Италии, первую десятку чарта Канады и почти попал в первую двадцатку американского чарта. В декабре 2007 года Лавин попала на восьмое место в рейтинге Forbes «20 самых богатых звёзд моложе 25 лет». Третий сингл, «Hot», в США не поднявшийся выше 95-го места (что явилось наихудшим для Лавин результатом), в Канаде попал в первую десятку, а в Австралии — в первую двадцатку. Общемировой тираж The Best Damn Thing превысил 5 миллионов, а в США было продано 1 631 000 копий.
В этот период Лавин получала почти все награды, на которые была номинирована, в том числе две World Music Awards (в категориях «Самый продаваемый канадский исполнитель» и «Лучшая поп-рок певица»). Она стала также лауреатом MTV Europe Music Awards (дважды), Teen Choice Awards (в номинации «Летний сингл») и была номинирована на «Джуно» в пяти категориях.
В середине 2007 года вышло два комикса Make 5 Wishes, над которыми Лавин работала вместе с художницей Камиллой Д’Эррико и писателем Джошуа Дизартом. Сюжет комикса строится вокруг девочки-подростка Ханы, которая учится преодолевать свои страхи. Лавин сказала: «Я знаю, что среди моих поклонников многие читают мангу, и я очень рада создавать истории, которые, я уверена, им понравятся». Первая часть увидела свет 10 апреля (за неделю до выхода The Best Damn Thing), вторая — 3 июля. Комикс был номинирован в категории «Лучший роман-комикс для подростков» на Young Adult Library Services.
В марте 2008 года Лавин отправилась в мировой тур The Best Damn Tour в поддержку альбома. В том же месяце она во второй раз появилась на обложке Maxim. В середине августа оппозиционная Панмалайзийская исламская партия попыталась запретить концерт Лавин в Куала-Лумпуре, ссылаясь на её «сексуальное поведение» на сцене. Они посчитали, что концерт, запланированный на 29 августа, пропагандировал неправильные ценности в преддверии дня независимости Малайзии 31 августа. 21 августа MTV сообщил, что концерт был разрешён малайзийским правительством.

#### Обвинения в плагиате

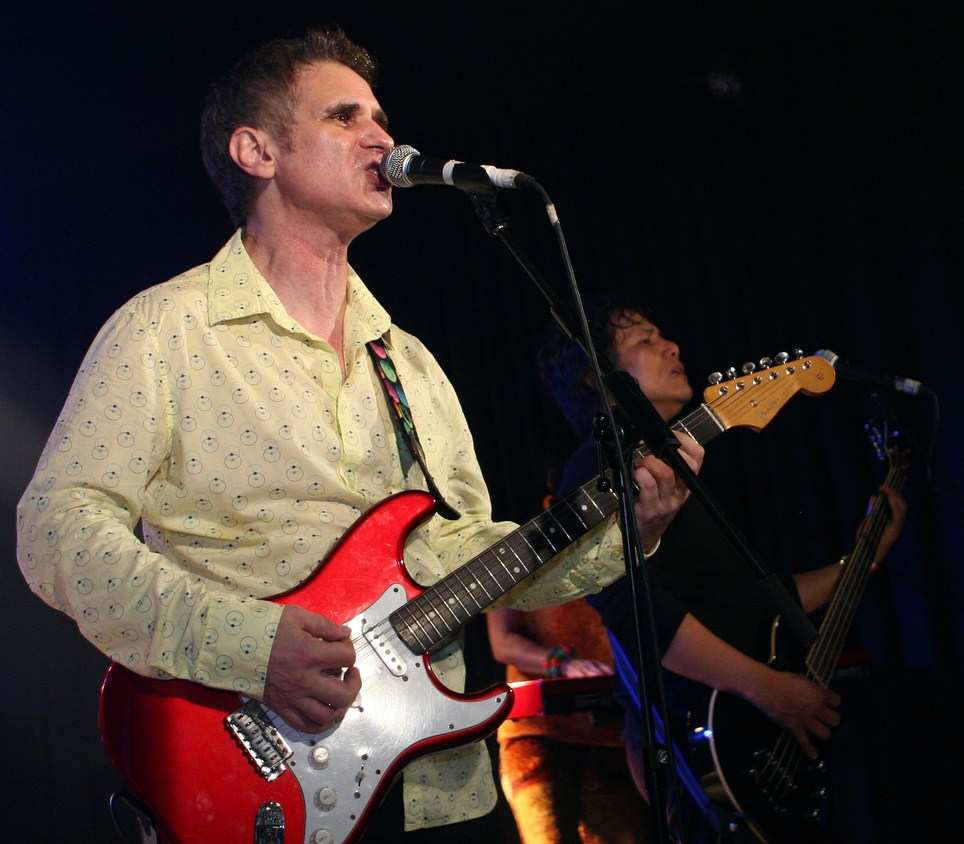
Музыканты группы The Rubinoos обвинили Лавин в плагиате

В этот период Аврил Лавин трижды обвиняли в плагиате, подозрения касались песен «Girlfriend», «Contagious» и «I Don’t Have to Try».
Первым прецедентом стал иск группы The Rubinoos, в 1979 году выпустившей песню «I Wanna Be Your Boyfriend». Лавин обвинили в краже припева их песни в «Girlfriend». Строка Hey hey, you you, I could be your girlfriend, по мнению музыкантов, была скопирована из их песни (Hey hey, you you, I wanna be your boyfriend). Терри Макбрайд, менеджер Лавин, заявил, что певица никогда не слышала работ этой группы и что песня была написана задолго до её рождения и не была тогда хитом; Макбрайд добавил, что слова hey you используются во многих песнях и что The Rubinoos в свою очередь можно обвинить в краже строки Hey! You! Get off of my cloud из песни Rolling Stones. В конце концов, стороны пришли к соглашению и сошлись в том, что схожие строки встречаются во многих песнях.
Канадская певица и автор песен Шанталь Кревязюк, работавшая над созданием альбома Under My Skin в 2003—2004 году, обвинила Лавин в присвоении авторства песни «Contagious», которая вошла в альбом The Best Damn Thing; Кревязюк заявила, что этот поступок находится «за гранью этики», что она не будет подавать судебный иск, но впредь не собирается больше сотрудничать с Аврил Лавин. Лавин в ответ заявила, что написала эту песню вместе с Эваном Тобенфельдом и название случайным образом совпало с одной из песен, написанных Кревязюк для Under My Skin несколько лет назад. Шанталь Кревязюк всё же пригрозила подать судебный иск, но позже отказалась от этого намерения и выслала письмо с извинениями.
После прецедента с Кревязюк в Интернете появились новые обвинения, на этот раз — в нарушении авторских прав в песне «I Don’t Have to Try» — заимствовании мелодии из композиции 2003 года «I’m the Kinda» певицы Peaches. Согласно журналу Rolling Stone, первые двадцать секунд песен абсолютно идентичны.

### 2009—2011:Goodbye Lullaby

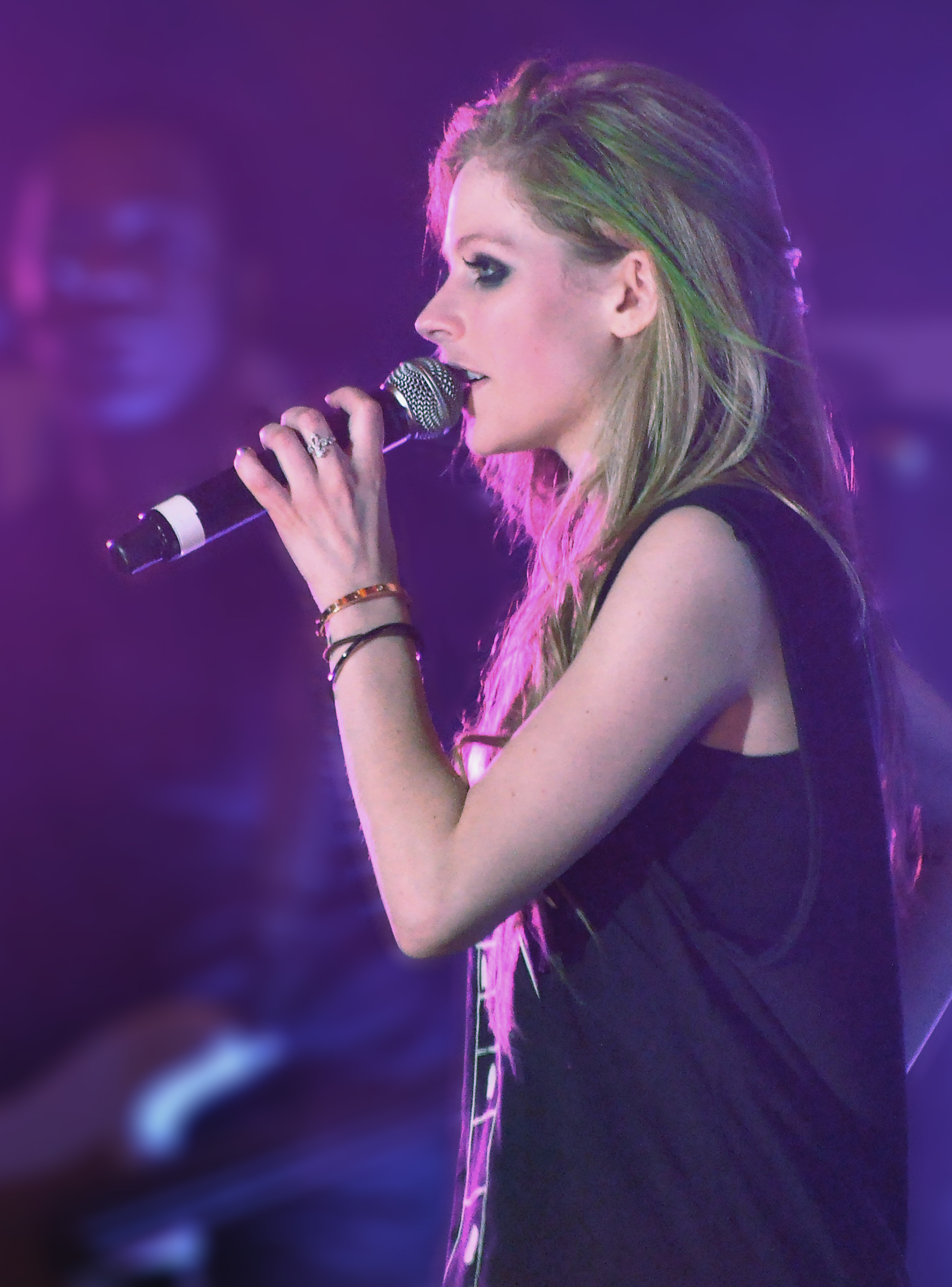

Спустя месяц после окончания The Best Damn Tour Лавин записала в своей домашней студии песню «Black Star», сочинённую в малайзийском отеле во время тура. Для рекламного ролика ей нужна была короткая песня, но джингл вылился в полноценную композицию, которая вошла в альбом Goodbye Lullaby.
В январе 2010 года Лавин, работая со студией «Дисней» над одеждой с тематикой фильма Тима Бёртона «Алиса в стране чудес», поинтересовалась у продюсеров, может ли она написать песню к фильму. В результате «Alice» была использована в заключительных титрах к фильму, а также появилась на саундтреке Almost Alice. 28 февраля на закрытии Зимних Олимпийских игр Лавин исполнила песни «My Happy Ending» и «Girlfriend». В сентябре Рианна использовала семпл из «I’m with You» в треке «Cheers (Drink to That)» из своего альбома Loud.
К июлю 2009 года было записано девять треков, в том числе «Fine», «Everybody Hurts» и «Darlin». Некоторые песни были написаны Лавин ещё в детстве. «Darlin» — вторая песня, которую она написала в 14 лет в Напани (Онтарио). Лавин пообещала, что альбом будет «жизненным»: «Я легко могу сочинить агрессивную песню про парня, но сесть и откровенно написать о том, что действительно мне близко, через что я прошла, — это совершенно разные вещи». Появились сообщения о том, что альбом ознаменует возвращение Лавин к прежнему стилю, но будет, в основном, акустическим.
Даты выхода альбома и первого сингла неоднократно переносились. Диск должен был выйти 17 ноября 2009 года. Позже, в январе 2010 года, Лавин сказала, что уже готова обложка альбома и первый сингл выйдет в апреле, альбом — в июне. В мае Лавин заявила, что альбом получился слишком серьёзным и она намерена снова вернуться в студию: «Насчёт альбома… я не хочу торопиться… У меня очень серьёзная запись, думаю, мне нужно добавить несколько быстрых, весёлых треков». В августе 2010 года певица вернулась в студию Henson, где приступила к работе с продюсером Алексом Да Кидом (Alex da Kid). Певице приходилось записываться в те дни, когда она болела ангиной; люди, находившиеся с ней рядом, были вынуждены носить маски. Несмотря на предупреждения врача, Лавин записывала вокальные партии: «Я не пела последние 48 часов, потому что могла необратимо повредить голосовые связки. Доктор сказал мне не петь, но сегодня я пела», — рассказывала она после одной из сессий. В конечном итоге, как заметила певица, записанного материала могло бы хватить на два альбома.

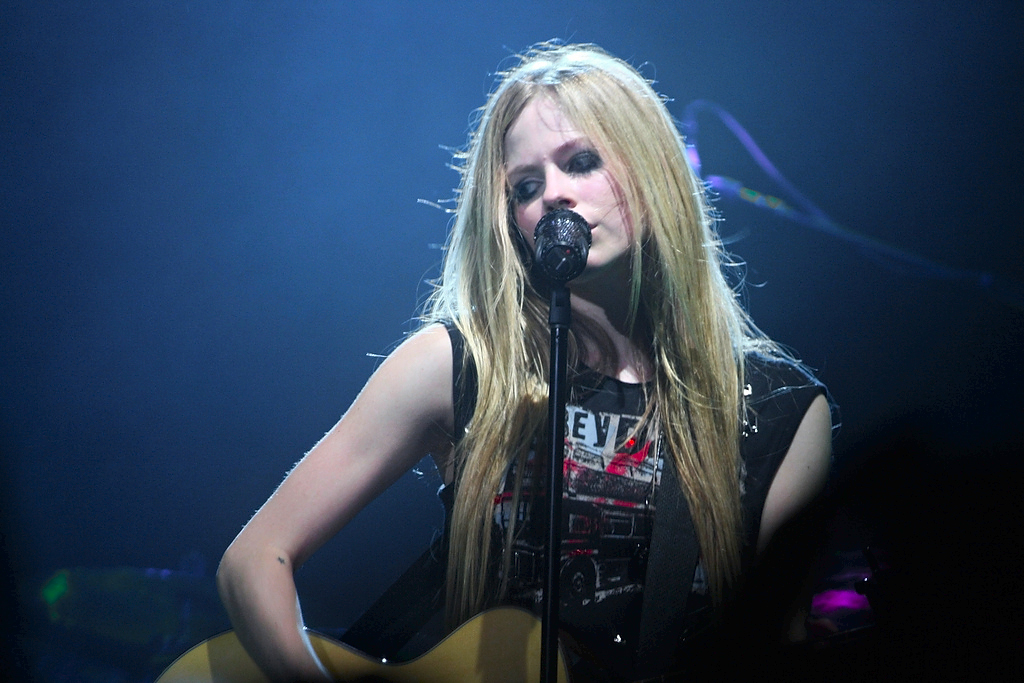
Концертное выступление в Италии, 10 сентября 2011

В октябре 2010 года Лавин снялась для обложки ноябрьского выпуска Maxim, а также дала интервью, в котором была затронута тема четвёртого альбома. В ноябре 2010 года она написала в блоге, что альбом был готов ещё год назад, но звукозаписывающая компания решила выпустить его только сейчас. Первый сингл, «What the Hell», вышел в январе 2011 года; клип к нему был снят в ноябре-декабре, премьера самой песни состоялась 31 декабря 2010 года в программе Dick Clark’s New Year’s Rockin' Eve with Ryan Seacrest, где её впервые исполнили, а к концу февраля 2011 года сингл поднялся в США до 11-го места. 7 декабря на официальном сайте певицы появился пресс-релиз к альбому, в котором фигурировали названия некоторых песен, а также обложка альбома.
В марте 2011 года Аврил предложила поклонникам в социальных сетях выбрать следующий сингл альбома — «Push» или «Smile», хотя сама отдавала предпочтение первому. По результатам голосования определился следующий сингл — им стала песня «Smile». 22 апреля певица сообщила, что идёт активная работа над съёмками клипа и что сама она находится на съёмочной площадке. Музыкальный клип вышел 20 мая 2011 года.
Следующим синглом стала песня «Wish You Were Here», видеоклип которой вышел 9 сентября.

### 2011—2015:Avril Lavigne
Через три месяца после выпуска Goodbye Lullaby Аврил Лавин объявила, что работа над 5 студийным альбомом уже началась, причём 8 песен уже написаны. По своей музыкальной составляющей новый альбом будет сильно отличаться от Goodbye Lullaby. Лавин объяснила: «Goodbye Lullaby был более мягкий, а следующий альбом будет в стиле поп и веселее. У меня уже есть песня, которую я собираюсь сделать синглом, я только должна перезаписать её!»
. Позже, в июле 2011 года Аврил Лавин объявила названия 2 песен из нового альбома: «Fine» и «Gone». Треки были записаны для Goodbye Lullaby, однако не были окончательно доработаны и сведены. Было также подтверждено, что певица работает над новым альбомом вместе с музыкальным продюсерским дуэтом The Runners.
В октябре 2011 года, в интервью для Virgin Radio 96, Лавин сказала, что начнёт работу над альбомом в январе 2012 года. В конце 2011 года, Лавин подтвердила, что перешла на новый звукозаписывающий лейбл, возглавляемый Эл Эй Рейдом.
8 февраля 2013 года Аврил сообщила, что первым синглом из пятого альбома станет песня «Here’s to Never Growing Up», продюсером которого выступит Мартин Джонсон, работавший с группой Boys Like Girls. Сингл был представлен 9 апреля на шоу Ryan Seacrest. В интервью с Ryan Seacrest Аврил подтвердила, что альбом ещё находится на стадии записи: «Я всё ещё работаю в студии над своей пластинкой, мне осталось написать самой одну песню, мне это нравится, и это очень важно для меня.» В другом интервью для Digital Spy Лавин сказала, что записала так много песен, что думает выпустить два компенсационных альбома вместо одного.
10 июля 2013 года Аврил выпустила второй сингл из пятого альбома «Rock n Roll». Премьера клипа состоялась 20 августа. Третьим синглом из альбома стала песня «Let Me Go», записанная в дуэте с супругом Лавин, Чедом Крюгером, солистом рок-группы Nickelback. 15 октября вышел клип на эту песню.

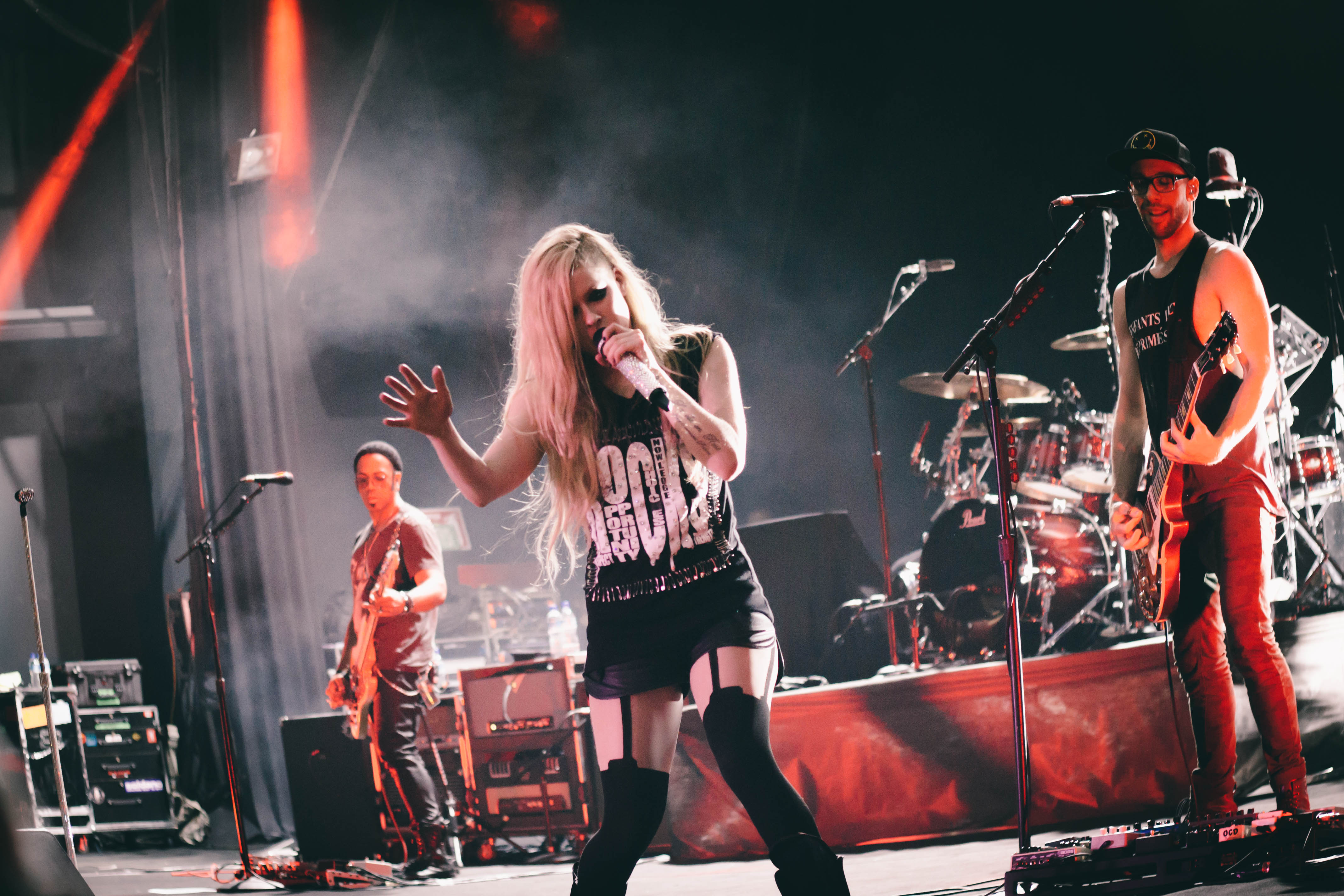
Выступление Аврил в Бразилиа (2014)

В июле 2013 года было объявлено, что новый альбом Аврил Лавин будет одноимённым, и была назначена дата выхода пластинки: 5 ноября 2013 года. 8 августа Лавин поделилась обложкой нового альбома через Instagram, а 5 сентября огласила трек-лист. Новый альбом певица назвала своим именем — Avril Lavigne. Альбом дебютировал на 5 месте в Billboard 200.
Четвёртым синглом пятого студийного альбома стала песня «Hello Kitty», релиз которой состоялся 23 мая 2014 года. Премьера видео состоялась 22 апреля. Пятым синглом стала песня «Give You What You Like», являющаяся саундтреком к фильму «Babysitter’s Black Book».
По состоянию на июль 2014 года, было продано 850 000 копий альбома по всему миру. Сейчас число продаж достигло 1 000 000.
В апреле 2015 года, в интервью Billboard, Лавин объявила о планах выпустить новый сингл под названием «Fly». Песня стала благотворительным синглом в поддержку Всемирной Летней Специальной Олимпиады 2015, которая прошла в Лос-Анджелесе.

### 2016—Настоящее время:Head Above Water
В начале 2017 года вышел сингл «Listen» японской рок-группы One Ok Rock, записанный при участии Аврил Лавин. Также она записала совместный трек «Wings Clipped» с дуэтом Grey и Энтони Грином, который был издан в сентябре 2017 года.
19 сентября 2018 года Аврил Лавин выпустила песню «Head Above Water», которая стала лид-синглом из грядущего одноимённого альбома. Шестой студийный альбом Head Above Water был выпущен 15 февраля 2019 года на BMG. Он сумел попасть в высшие чарты Австралии, Австрии, Канады, Германии, Италии, Японии, Швейцарии и Великобритании, а также занял 13 место в американском чарте Billboard 200. Отдельно от альбома было выпущено три сингла: «Head Above Water», «Tell Me It's Over» и «Dumb Blonde». Лид-сингл черпал вдохновение в борьбе Лавин с болезнью Лайма. Четвёртый сингл, «I Fell in Love with the Devil», вышел 28 июня 2019 года. В поддержку альбома Лавин отправилась в турне Head Above Water Tour, которое началось 14 сентября 2019 года. Европейские концерты были перенесены на 2022 год из-за пандемии COVID-19.
24 апреля 2020 года Лавин перезаписала трек «Warrior» из своего шестого студийного альбома и выпустила его в качестве сингла под названием «We Are Warriors». Все доходы от сингла пойдут на поддержку Project HOPE во время пандемии COVID-19.
8 января 2021 года вышла песня «Flames», совместная работа Mod Sun и Лавин. В том же месяце Лавин подтвердила через социальные сети, что в первой половине 2021 года будет выпущена новая музыка, позже подтвердив, что запись альбома завершена. 16 июля 2021 года Уиллоу Смит выпустила свой четвёртый студийный альбом Lately I Feel Everything, в одном из треков которого («Grow») приняли участие Аврил Лавин и Трэвис Баркер. Музыкальное видео на песню было выпущено в октябре того же года.
Объявив 3 ноября 2021 года о подписании контракта с лейблом Баркера DTA Records, Лавин анонсировала свой новый сингл «Bite Me», который вышел 10 ноября. 13 января 2022 года Лавин объявила о своём предстоящем седьмом студийном альбоме Love Sux с датой выхода 25 февраля 2022 года. Второй сингл из альбома, «Love It When You Hate Me», вышел 14 января 2022 года, в нём принял участие американский певец Blackbear.
24 октября 2022 года Лавин объявила о выпуске сингла под названием «I’m a Mess» с участием английского певца Yungblud 3 ноября 2022 года, в качестве лид-сингла делюксового издания альбома Love Sux, которое должно было выйти 25 ноября.

## Музыкальный стиль и лирика

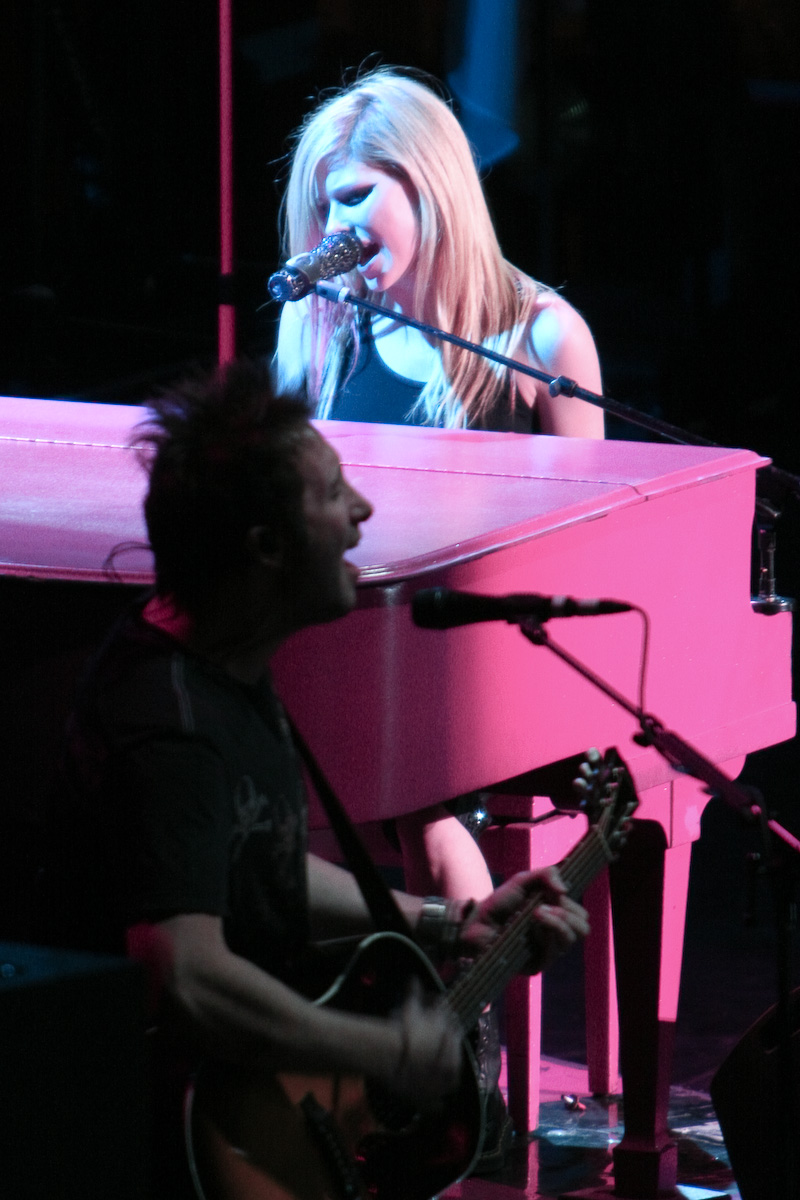
Аврил Лавин исполняет фортепианную партию

Музыкальные композиции Аврил Лавин характеризуются использованием электрогитары в качестве ведущего инструмента, сингармонизмом, высокой тональностью.
Тексты композиций, в основном, затрагивают темы одиночества, любви (в том числе неспособности любить), мотивации действий, стремления к достижению своих целей, веселья и торжества. Темы саморазвития и реализации чаще всего показаны с подростковой или женской точки зрения. Певица считает, что её «песни о том, как, несмотря ни на что, оставаться собой и как следовать за своими мечтами, какими бы безумными они ни были, даже если окружающие утверждают, что они никогда не воплотятся».
После выхода Let Go критики из The New York Times заявили, что альбом «повествует о подростковой неуверенности, жалости к себе и эгоцентризме» и относится к жанру поп-рок. В Under My Skin Лавин начала экспериментировать с жанрами, и в её творчестве появились черты альтернативного рока и гранжа. Также в нём проявилось влияние панка и пост-гранжа. Третий студийный альбом The Best Damn Thing обозначил переход к новому стилистическому звучанию: доминирующим стилем становится поп-панк, а черты гранжа практически отсутствуют. Альбом Goodbye Lullaby обладает более спокойным звучанием и, в отличие от предыдущих работ, отражает события из личной жизни и опыта певицы. Лавин охарактеризовала его как «обнажающий правду, глубокий. Все песни очень эмоциональны».

## Оценки музыкальных критиков
| Оценки критиков | Оценки критиков |
| Источник        | Оценка          |
| --------------- | --------------- |
| Allmusic        | [ 126 ]         |
| Blender         | [ 127 ]         |
| Q               | [ 128 ]         |
| Rolling Stone   | [ 129 ]         |
| Slant           | [ 130 ]         |

| Оценки критиков      | Оценки критиков |
| Источник             | Оценка          |
| -------------------- | --------------- |
| Allmusic             | [ 131 ]         |
| Blender              | [ 132 ]         |
| Entertainment Weekly | (B)             |
| Slant                | [ 134 ]         |

| Оценки критиков      | Оценки критиков |
| Источник             | Оценка          |
| -------------------- | --------------- |
| Allmusic             | [ 135 ]         |
| Entertainment Weekly | (B)             |
| Jam!                 | [ 137 ]         |
| PopMatters           | (6/10)          |
| The Guardian         | [ 139 ]         |
| The New York Times   | (смешанный)     |
| Rolling Stone        | [ 141 ]         |
| Slant                | [ 142 ]         |
| USA Today            | [ 143 ]         |

| Совокупная оценка    | Совокупная оценка |
| Источник             | Оценка            |
| -------------------- | ----------------- |
| Metacritic           | (58/100)          |
| Оценки критиков      |                   |
| Источник             | Оценка            |
| About.com            | [ 145 ]           |
| Allmusic             | [ 146 ]           |
| The A.V. Club        | (C-)              |
| Digital Spy          | [ 148 ]           |
| Entertainment Weekly | B-                |
| The Globe and Mail   | [ 150 ]           |
| PopMatters           | [ 151 ]           |
| Rolling Stone        | [ 152 ]           |
| Slant Magazine       | [ 153 ]           |
| Spin                 | [ 154 ]           |

| Совокупная оценка    | Совокупная оценка |
| Источник             | Оценка            |
| -------------------- | ----------------- |
| Metacritic           | 65/100            |
| Оценки критиков      |                   |
| Источник             | Оценка            |
| Allmusic             | [ 156 ]           |
| Billboard            | 82/100            |
| Entertainment Weekly | B+                |
| Santa Cruz Sentinel  | [ 159 ]           |
| Digital Spy          | [ 160 ]           |
| The Guardian Weekly  | [ 161 ]           |
| Music OMH            | [ 162 ]           |
| Edge of The Plank    | [ 163 ]           |
| Idolator             | [ 164 ]           |
| Now Magazine         | [ 155 ]           |
| Slant Magazine       | [ 155 ]           |
| Sputnikmusic         | [ 155 ]           |
| Absolute Punk        | [ 155 ]           |
| Rolling Stone        | [ 165 ] [ 166 ]   |

Дебютный альбом Аврил Лавин Let Go в целом был положительно оценён критиками и получил 68 баллов из 100 в рейтинге агрегатора обзоров Metacritic на основании 7 профессиональных публикаций. Журнал Rolling Stone писал, что альбом «наполнен дюжиной заразительных гимнов», а также отметил, что Аврил Лавин обладает «великолепным голосом». AllMusic отметил стилевое разнообразие альбома и положительно отозвался об авторских и вокальных талантах Аврил Лавин. Тем не менее в качестве недостатка были указаны заимствования у музыкальных исполнителей, «на творчестве которых она выросла». Джон Перри из журнала Blender в целом охарактеризовал альбом как «выдающийся гитарный поп-дебют». Также положительную оценку дал журнал Q. Некоторые критики указали на недостатки в текстах песен. Например, AllMusic отметил, что в текстовом плане Лавин ещё «нужно расти», песня «Sk8er Boi» была названа «лирическим недостатком», а текст песни «Too Much to Ask» — «неуклюжим и местами глупым». Blender дал прямо противоположную оценку текста «Sk8ter Boi», охарактеризовав его как «располагающим к себе, милым и наивным».
Согласно Metacritic, второй альбом, Under My Skin, набрал 65 баллов на основе критических отзывов в базе сайта. AllMusic поставил альбому 3 балла из 5, охарактеризовав его «немного неуклюжим», «иногда робким и неуверенным, иногда попадающим в точку и раскрывающим позицию амбиции Аврил». Дэвид Браун из Entertainment Weekly писал, что в альбоме «Лавин стала ещё сложнее» и её песни стали более осмысленными, добавляя, что «не стоит отрицать уровень качества проделанной работы». В рецензии журнала Slant говорится, что звучание Лавин в альбоме намного тяжелее и мрачнее, чем у Эми Ли из Evanescence. Однако в этой же рецензии отмечено, что «самым слабым звеном» Аврил Лавин являются тексты песен. Алексис Петридис из The Guardian опубликовал крайне негативную рецензию альбома, где он назван «пожирающим плоть вирусом».
The Best Damn Thing получил в основном положительные оценки музыкальных критиков, однако часть их выразили разочарованность: певица здесь по их мнению утратила своё оригинальное звучание и стиль, обратившись к более примитивной поп-музыке. Metacritic на основе 19 профессиональных обзоров поставил альбому 66 баллов. Газета The New York Times писала, что «почти каждое слово и каждая нота в третьем альбоме Аврил Лавин подаётся так, как будто за ними следует восклицательный знак». AllMusic дал альбому 4,5 балла из 5, отметив, что он очень подходит для подростковой аудитории. Рецензент PopMatters, с одной стороны, иронически назвал Аврил «знаменосцем бабблгама», с другой — отметил динамику в развитии певицы, сумевшей обрести «творческую независимость». Jam! заявил, что песни в альбоме «предназначены для одноразового использования». Газета The Guardian назвала альбом «триумфальным возвращением».
Альбом Goodbye Lullaby был по-разному оценён музыкальными критиками. В рецензии от издания Entertainment Weekly утверждается, что альбом не сбалансирован: первая часть диска содержит «приторные» песни, а вторая — «тихие размышления». В рецензии AllMusic Goodbye Lullaby сравнивается со вторым альбомом Лавин Under My Skin: оба диска отражают эмоциональное состояние певицы, однако, по мнению критика, ей не удаётся точно передавать чувства. Сайт About.com дал альбому 3 бала из 5, посчитав его тратой времени и «переходной ступенью к следующему этапу в карьере Аврил Лавин». Рецензия на сайте Digital Spy была более позитивной и описала творческий путь певицы от Let Go до Goodbye Lullaby. Издание The New York Times отметило, что в четвёртом диске Аврил Лавин стала более раскрепощённой, как вокально, так и эмоционально; в нём наблюдается её рост, а журнал Rolling Stone отметил эмоциональность и отражение собственных мыслей и чувств Аврил Лавин в песнях.

## Творческое влияние

### Группы и исполнители, повлиявшие на творчество Аврил Лавин

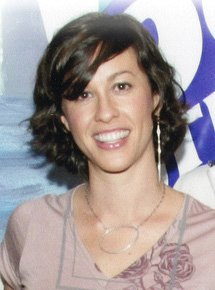
Творчество Аланис Мориссетт оказало непосредственное влияние на музыкальную деятельность Аврил Лавин

С самого начала своей певческой карьеры Аврил Лавин не скрывала, какие группы и исполнители повлияли на её творческое развитие. В интервью для CNN она заявила, что является поклонницей рок-музыки, в особенности групп с мужским вокалом, таких как Nirvana, Green Day, System of a Down и Blink-182, однако она смогла узнать об их творчестве лишь в 12 лет, поскольку до этого родители запрещали ей слушать песни, не относящиеся к церковным гимнам и госпелам. Примерно в этом же возрасте Аврил начала писать свои собственные песни. Также среди повлиявших на её творчество музыкантов и групп Аврил называла Coldplay, Аланис Мориссетт, The Goo Goo Dolls, Джоан Джетт, Боба Дилана, Ленни Кравица и Metallica.

### Вклад Аврил Лавин в современную музыку
Сама Аврил Лавин также оказала существенное влияние на творчество многих современных поп и рок-музыкантов. Группа Paramore заявила, что в своём творчестве пытается смешивать стиль Лавин и тяжёлый рок. Солистка группы Hey Monday Кессиди Поуп призналась в интервью журналу New Times, что творчество Лавин значительно повлияло на неё. Солистку бразильской группы Fake Number Электру Мосли считают «бразильской версией Аврил», сама Мосли назвала такое сравнение самым большим комплиментом за её творчество. Также о музыкальном влиянии Лавин заявили музыканты канадской группы Lipstick.

## Другая деятельность

### Кинокарьера

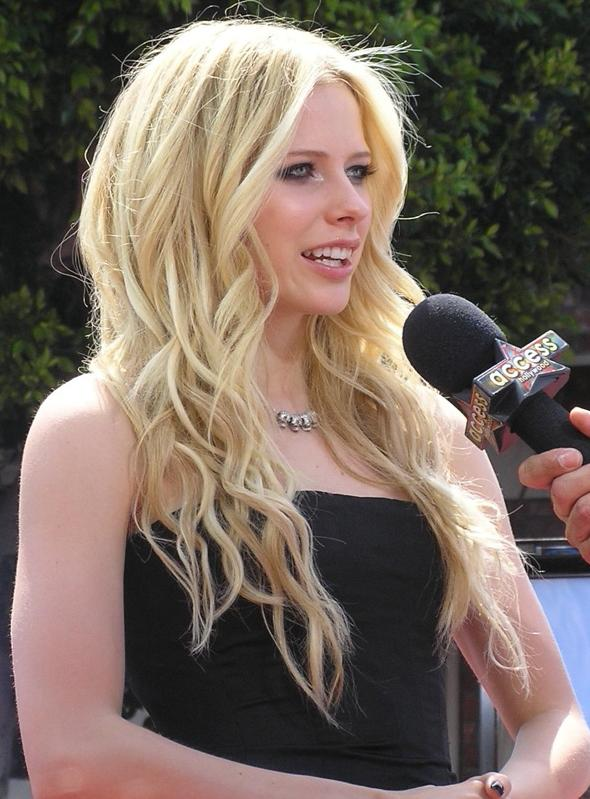
Аврил Лавин в 2006 году на премьере мультипликационного фильма «Лесная братва» в Лос-Анджелесе

Лавин проявляла интерес к съёмкам на телевидении и в кино. Решение, как она сказала, было целиком осознанным. Несмотря на пятилетний опыт в съёмках видеоклипов, Лавин призналась, что именно пение убрало какой-либо страх в игре перед камерой. Она подчеркнула, что наиболее полно раскрыла свой актёрский потенциал в клипе «Nobody's Home». Впервые на телевидении Лавин появилась в 2002 году в сериале «Сабрина — маленькая ведьма», где исполняла «Sk8er Boi» в клубе. В 2004 году она снялась в эпизодической роли в фильме «Держись до конца». Главные герои столкнулись с ней за кулисами на MuchMusic Video Awards после исполнения «Losing Grip».
Она продолжила сниматься в кино, намеренно выбирая небольшие роли. В ноябре 2005 года, пройдя прослушивание на роль девушки подозреваемого в фильме «Паства» с Клэр Дэйнс и Ричардом Гиром, Лавин поехала на съёмки в Нью-Мексико. Гир давал ей советы по актёрскому мастерству в перерывах между дублями. О своей роли в «Пастве» Лавин сказала: «Я снялась, чтобы посмотреть, каково это, и старалась не прыгнуть выше головы». Фильм не был выпущен в прокат США и, так как вышел в мировой прокат лишь в конце 2007 года, не считается дебютной работой Лавин. Картина собрала 7 млн $.
Она озвучивала персонажа в мультфильме 2006 года «Лесная братва». Процесс озвучки проходил индивидуально с каждым актёром. Лавин говорила: «Все актёры заходили поодиночке, и режиссёр со сценаристом каждый раз были там, и они сделали этот процесс таким спокойным. Мне было очень удобно. Было очень интересно работать совсем одной, без кого-то, кто говорил бы тебе, что надо делать». Лавин сказала, что работа была «лёгкой» и «естественной», но, жестикулируя, она постоянно ударяла микрофонную стойку. «Я постоянно жестикулировала и, типа, ударяла микрофон, создавая шум, поэтому Тим и Кэри говорили мне не двигаться… Трудно было бегать или падать с лестницы и издавать звуки, не двигаясь при этом». Лавин посчитала, что её пригласили озвучивать виргинского опоссума Хезер из-за статуса рок-звезды. «Режиссёр подумал, что мне удастся придать своей героине… немного настроения». Анимационная лента вышла 19 мая 2006 года, собрав 38 млн $ за первую неделю и 336 млн $ по всему миру.
В декабре 2005 года Лавин снялась в своеобразной экранизации одноимённой книги «Нация фастфуда» в роли ученицы школы, которая хочет освободить коров. Это её дебютная работа. Фильм был выпущен 17 ноября 2006 года и шёл в кинотеатрах 11 недель, собрав 2 млн $ по миру.
Оба фильма — «Лесная братва» и «Нация фастфуда» — открывали 59-й Каннский кинофестиваль, на котором присутствовала Лавин. Ей польстило приглашение посетить его, и она гордилась своей работой. На вопрос, продолжит ли она заниматься карьерой в кино, она сказала, что подумает и подождёт «тех ролей и тех фильмов». Лавин знала, какие роли выбирала. «Я хотела начать с малого и понять, что я не ринусь в значительный проект». В августе 2006 года журнал Canadian Business назвал её седьмой главной канадской актрисой в Голливуде в их рейтинге Celebrity Power List. Результаты составлялись по сравнительным гонорарам, запросам в Интернете, упоминаниям на телевидении и статьям в прессе.

### Предпринимательство

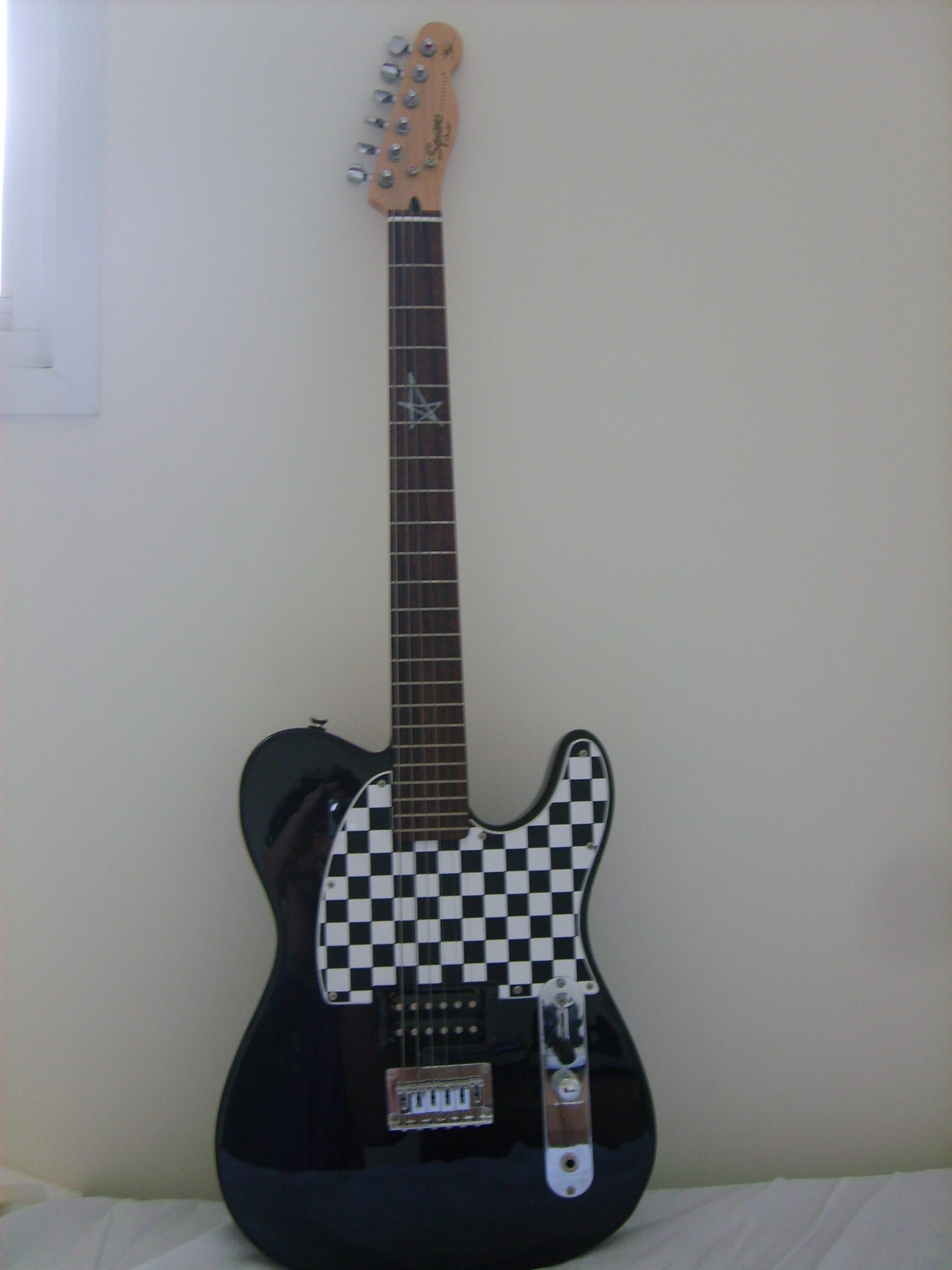
Гитара Fender Squier Avril Lavigne Telecaster

В начале февраля 2008 года Аврил Лавин выпустила свою линейку гитар в рамках торговой марки Fender. Певица разработала модель Squier Telecaster, создав собственный дизайн гитары и некоторые технические особенности.
В июле 2008 года в канун нового учебного года Лавин выпустила собственную линию одежды под названием Abbey Dawn. Одежда была выпущена через Kohl’s, эксклюзивного ретейлера бренда в США. Abbey Dawn (название пошло от детского прозвища Лавин) разрабатывала она сама. Kohl’s описывают Abbey Dawn как «бренд для подростков» с тематикой черепов, зебры и звездными узорами, с доминирующими цветами пурпурным, ярко-розовым и чёрным.
Лавин, до этого надевавшая некоторые предметы и украшения из линии на различных концертах, выделяла факт своего непосредственного участия. «Вообще-то я дизайнер. Мне важно то, насколько всё сочетается и хорошо сделано, поэтому я сама всё примеряю и одобряю». Одежда также была включена в интернет-игру Stardoll, где модели можно одевать в образе Аврил Лавин. 14 сентября 2009 года Лавин представила свою коллекцию на неделе моды в Нью-Йорке. «Здорово быть девчонкой и создавать вещи, которые я бы хотела для себя. Я создаю ту одежду, которую не могу найти». В конце 2008 года Лавин подписала контракт с Canon Canada для рекламной кампании последних моделей фотокамер и других аксессуаров.
Первые духи от Аврил Лавин — «Black Star» — были выпущены компанией Procter & Gamble Prestige Products. Информация о выходе аромата появилась на её официальном сайте 7 марта 2009 года. «Black Star», включающий ноты розового гибискуса, чёрной сливы и темного шоколада, был выпущен летом 2009 года в Европе и позже — в США и Канаде. Лавин так прокомментировала название: «Я хотела, чтобы флакон был в виде звезды, и мои цвета — розовый и чёрный, а Black Star означает быть другим, выделяться в толпе и добраться до звёзд; основная идея — следовать своим мечтам, понимать, что быть индивидуальностью это нормально и нормально быть тем, кто ты есть». «Black Star» получил премию «Лучший аромат» от Cosmetic Executive Women, а также был номинирован на премию FiFi (парфюмерный аналог Оскара), где конкурировал с духами от Мэрайи Кэри и Хэлли Берри. Второй аромат Лавин — «Forbidden Rose» — создавался два года и вышел в июле 2010 года. Он состоит из следующих парфюмерных нот: красное яблоко, персик, чёрный перец, лотос Комарова, гелиотроп, хелоне гладкая, пралине, сандаловое масло и ваниль. Слоган духов — «Отважься открыть» (англ. Dare to Discover). В рекламном ролике Лавин заходит в готический сад и находит пурпурную розу. В 2011 году «Forbidden Rose» также был представлен на FiFi Awards в двух категориях.
В январе 2010 года Лавин и Disney начали внедрять тему Алисы в стране чудес в одежду Abbey Dawn. Её работы, а также костюмы Коллин Этвуд из фильма выставлялись в калифорнийском Институте дизайна и мерчендайзинга с мая по сентябрь.

### Благотворительность
Лавин участвует в деятельности нескольких благотворительных организаций, таких как Make Some Noise (Международная амнистия), Erase MS, AmericanCPR.org, Camp Will-a-Way, Music Clearing Minefields, U.S. Campaign for Burma, Make-a-Wish Foundation и War Child. Она также снялась в рекламе ALDO, чтобы собрать деньги на информирование людей в мире о ВИЧ/СПИД. 28 ноября 2007 года Лавин приняла участие в концерте «Объединяйтесь против СПИДа», устроенном ALDO в поддержку Детского фонда ООН в Белл Центре, Монреаль, провинция Квебек, Канада.
В 2005 году Лавин работала с некоммерческой организацией по борьбе с загрязнением окружающей среды Reverb во время своего тура по восточному побережью. Она записала кавер-версии песен «Knockin' on Heaven’s Door» для сборника War Child’s Peace Songs и «Imagine» — для сборника Instant Karma: The Amnesty International Campaign to Save Darfur. Альбом был выпущен 12 июня 2007 года, средства от продажи пошли на кампанию Международной амнистии, направленную на разрешение Дарфурского конфликта.
5 декабря 2009 года Лавин выступила в Мексике во время самого крупного благотворительного мероприятия в Латинской Америке Teleton. Она исполнила акустические версии своих хитов «Complicated» и «Girlfriend» с Эваном Тобенфельдом и другим участником группы Джимом Макгорманом. В 2010 году Лавин наряду с другими артистами записала песню K'naan «Wavin' Flag». Средства от продаж сингла пошли нескольким благотворительным организациям, помогающим жертвам землетрясения на Гаити.
14 сентября 2010 года Лавин представила свой фонд The Avril Lavigne Foundation. На следующий день заработал его официальный сайт. Фонд направлен на оказание помощи детям и подросткам с серьёзными заболеваниями и с ограниченными возможностями. На сайте Лавин написала: «Я всегда искала возможность отдавать, так как думаю, что это долг, который все должны разделить». Фонд сотрудничает с Easter Seals, фондом Make-A-Wish и Erase MS.
В апреле 2020 года во время пандемии COVID-19 для поддержки больных Аврил Лавин перезаписала свой трек 2019 года «Warrior», изменив название на «We Are Warriors». Все доходы от композиции певица отправила на благотворительность.

## Личная жизнь

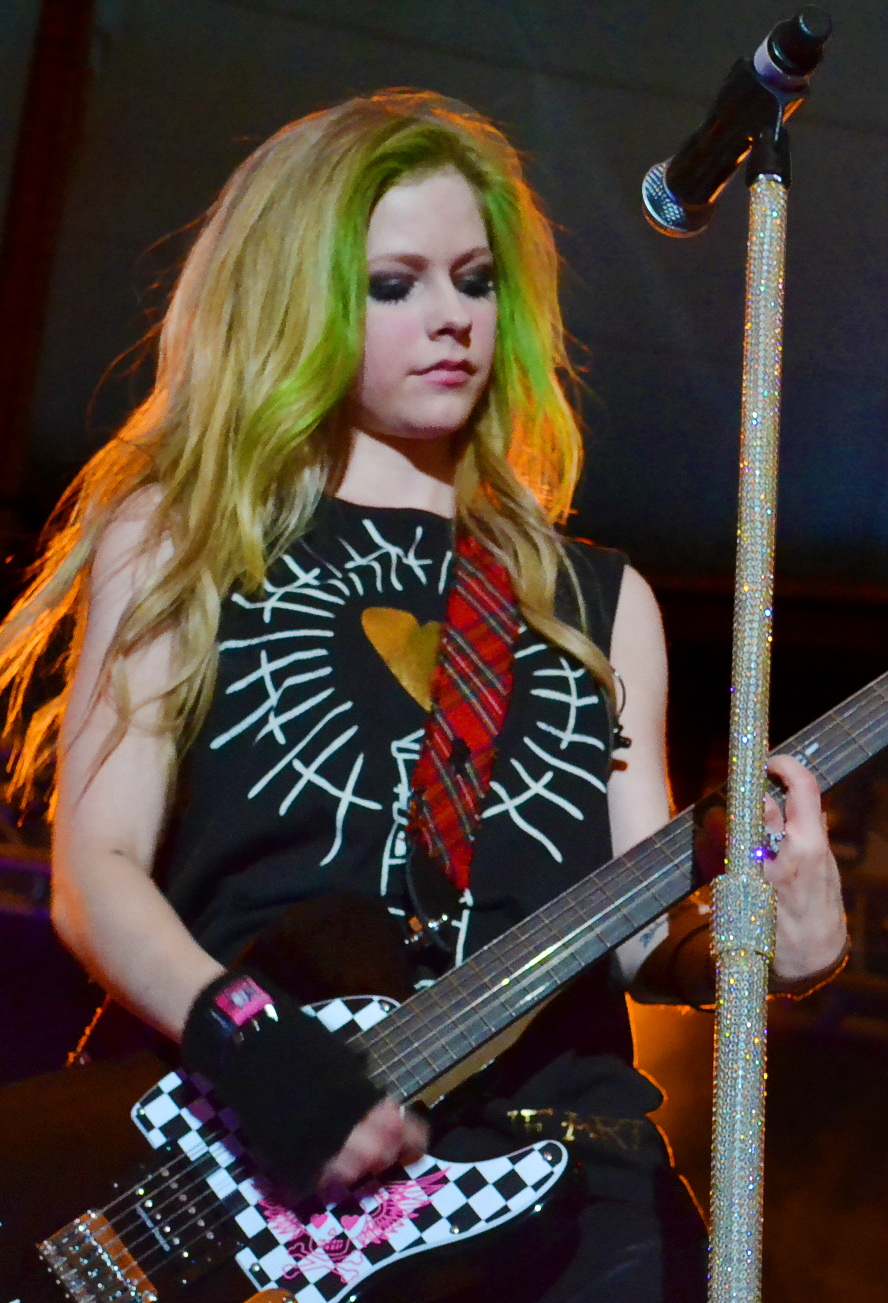
Новый образ Аврил Лавин 2011 года

### Публичный имидж
Когда Лавин прославилась, она выделялась мальчишечьим имиджем, смешивая в одежде галстук и майки на лямках. В одежде она предпочитала мешковатые штаны, скейтерскую обувь или кеды Converse, браслеты и иногда шнурки, перевязанные на пальцах. Во время фотосессий она предпочитала «старые мятые футболки». Из-за стиля в прессе её называли «принцессой поп-панка». Пресса и фанаты часто называли её «анти-Бритни» из-за менее коммерческого, более настоящего имиджа и решительности. «Я не сделанная, и мне не диктуют, что говорить и как себя вести, поэтому меня называют „анти-Бритни“, но я ей не являюсь». Однако к ноябрю 2002 года Лавин перестала носить галстуки из-за того, что «стала чувствовать себя как в костюме». Лавин сознательно старалась сделать предметом обсуждений свою музыку, а не имидж. «Просто я не хочу продавать секс. Я считаю, это как-то тупо и низко. Мне есть что сказать помимо этого».
Во времена своего второго альбома, Under My Skin, Лавин стала одеваться в более готическом стиле, сменив одежду скейтерши на чёрную балетную пачку. «Меня часто называли злой девчонкой, бунтовщицей… панком, а я вообще не такая».
В интервью иногда можно было услышать недовольство Аврил из-за того, что пресса сомневалась в её авторских способностях. «Я автор и не позволю людям отобрать это у меня», добавив, что она писала «полноценные песни» с 14 лет.
Во времена альбома The Best Damn Thing Лавин кардинально изменила направление, став блондинкой с розовыми прядями, начав носить более женственную одежду, в том числе обтягивающие джинсы и каблуки, и появляясь в журналах вроде Harper's Bazaar. Лавин так описывала свой стиль: «Я ни о чём не жалею. Понимаете, галстуки, майки-алкоголички и тому подобное… Все это было ко времени и к месту. А сейчас я повзрослела и переросла это». Сейчас она пытается правильно питаться и заниматься спортом, в том числе йогой, уличным хоккеем, футболом, катанием на роликах и сёрфингом.
Аврил Лавин — вегетарианка, и в 2005 году была удостоена номинации «Самый сексуальный вегетарианец» по версии PETA.

### Татуировки

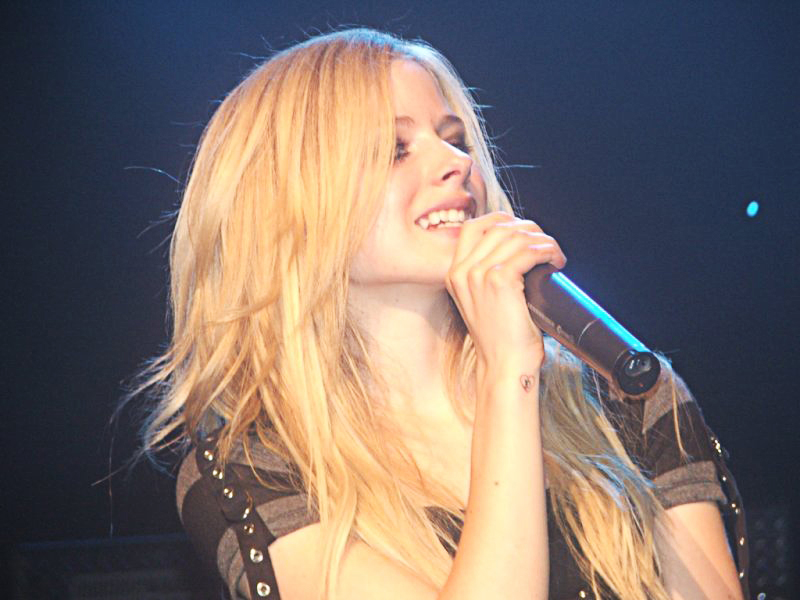
Татуировка Лавин на правом запястье

В основном Лавин делала татуировки в честь дружбы, и лишь немногие из них имеют особое значение. У Лавин есть звезда на левом запястье, похожая на звезду из оформления к её первому альбому; они с Беном Муди сделали их одновременно. В конце 2004 года Лавин сделала маленькое розовое сердце вокруг буквы D на торцевой стороне правого запястья — в честь тогдашнего бойфренда Дерика Уибли. В марте 2010 года Лавин и Уибли сделали одинаковые татуировки, справляя его 30-летие. В апреле Лавин сделала ещё одну татуировку на запястье — знак молнии и число 30, а её бойфренд Броди Дженнер сделал татуировку со знаком молнии за ухом.
Страсть к татуировкам привлекла к Лавин внимание прессы после того, как она и бойфренд Броди Дженнер сделали одинаковые татуировки в виде слова fuck на рёбрах. Лавин появилась в журнале Inked, где обсудила и показала все свои татуировки, в том числе Abbey Dawn на левом предплечье и XXV со звездой — на правом. Она сказала, что сделала татуировку fuck, потому что это её «любимое слово», но фотосессия прошла раньше, чем была сделана сама татуировка. Она добавила, что хотела бы сделать «огромное сердце с именем… Я собираюсь выждать несколько лет и убедиться, что все ещё буду его хотеть». В июле 2010 года Лавин сделала татуировку с именем Brody под правой грудью. 12 марта 2011 года Лавин сделала татуировку на шее в виде английской булавки. 16 июня 2012 года, во время пребывания во Франции, Аврил сделала татуировку на руке с надписью La vie en rose (рус. «Жизнь в розовом цвете»).

### Замужества и развод

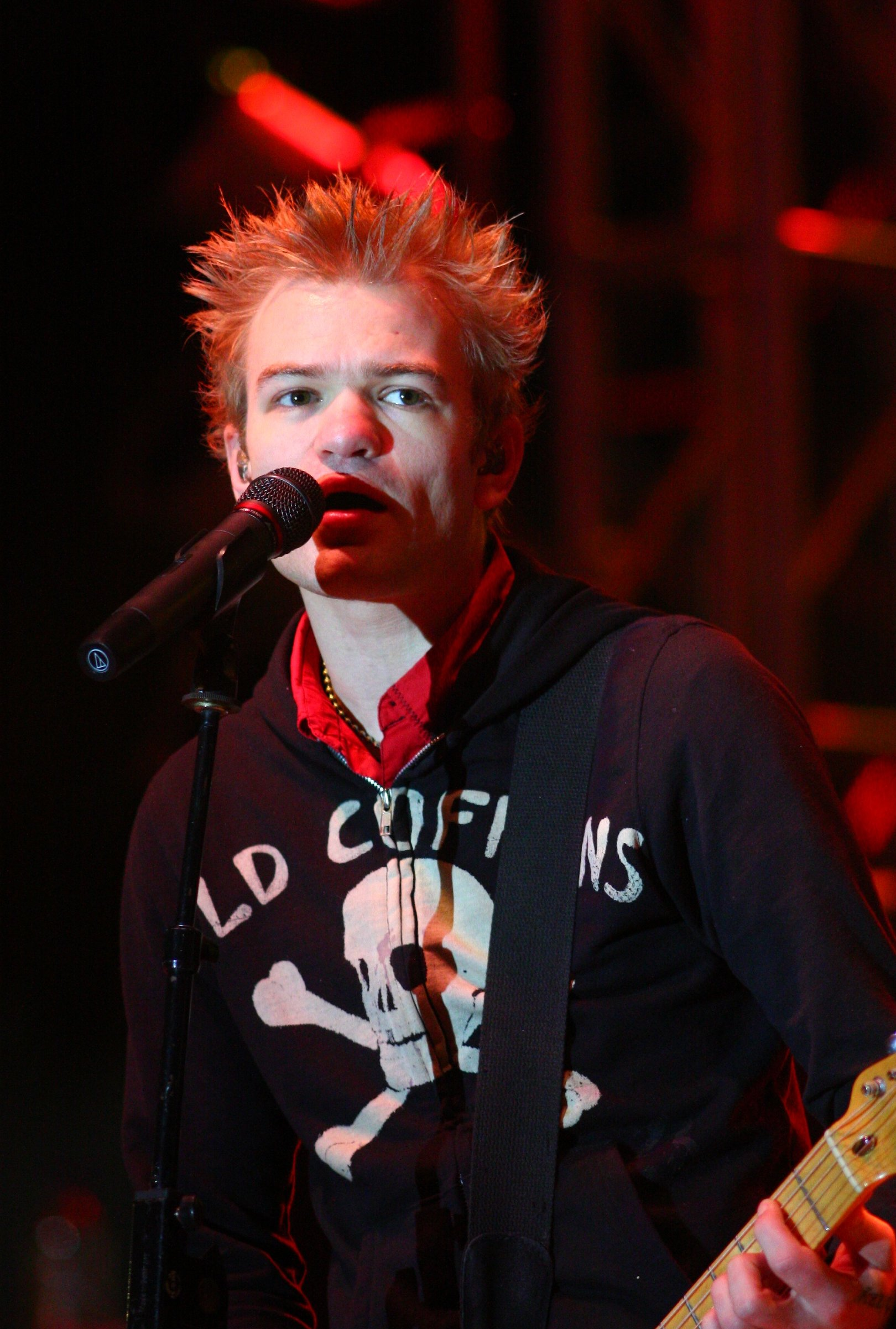
Бывший муж Лавин Дерик Уибли

Лавин подружилась с вокалистом Sum 41 Дериком Уибли в 17 лет; ещё через два года они начали встречаться. Незадолго до знакомства Лавин говорила, что ей трудно знакомиться с молодыми людьми, потому что те боятся её телохранителей. В июне 2005 года Уибли пригласил Лавин в Венецию, во время поездки они катались на гондоле, устроили романтический пикник, а 27 июня он сделал предложение.
Поначалу она задумывала «рок-н-ролльную, готическую свадьбу», но не захотела идти против традиций. «Я мечтала о свадьбе с самого детства. Я должна быть в белом… Люди думали, что на мне будет чёрное свадебное платье, и я бы так и поступила. Но, в то же время, я думала о свадебных фотографиях, и я хотела, чтобы все было стильно. Я не хотела бы возмущаться через 20 лет „Ох, зачем же я сделала такую прическу?“»
Свадебная церемония прошла 15 июля 2006 года в частном владении в Монтечито, Калифорния. Было приглашено около 110 человек. Лавин в платье от Веры Вонг шла под венец со своим отцом, Жан-Клодом, под марш Мендельсона. Во время первого танца жениха и невесты играла песня «Iris» группы Goo Goo Dolls.
Спустя семь месяцев Лавин заявила, что она «лучшее, что когда-либо случалось с ним», и предложила ему не употреблять наркотики, когда они начали встречаться. «Он не принимает наркотики. Естественно, он раньше принимал, потому что он говорил об этом, но я бы не стала встречаться с тем, кто принимает их, и я ясно дала это понять, когда мы только начали встречаться. Я никогда в жизни не пробовала кокаин и горжусь этим. Я на 100 % против наркотиков». Брак продлился более трёх лет. 17 сентября 2009 года пара объявила о намерении развестись. 9 октября 2009 года Лавин подала на развод, а позже сказала: «Я благодарна за наше время и счастлива, что мы остаёмся друзьями». Бракоразводный процесс был завершён 18 ноября 2010 года. Несмотря на развод, бывшие супруги остаются в хороших отношениях. 5 июня 2024 года исполнила вместе с Уибли кавер на песню «In Too Deep» группы Sum 41 .
Позже встречалась с моделью и звездой реалити-шоу Броди Дженнером. Однако стало известно, что весной 2012 года они разошлись.
8 августа 2012 года Лавин приняла предложение о замужестве своего бойфренда Чеда Крюгера, солиста группы Nickelback. Отношения пары начались в феврале 2012 года во время написания совместной песни для пятого студийного альбома певицы. Свадьба состоялась 1 июля 2013 года в День Канады на юге Франции. 2 сентября 2015 года на своей странице в Instagram Аврил сообщила о расставании с мужем.
В 2018 году она несколько месяцев встречалась с сыном американского миллиардера Файеза Сарофима по имени Филипп. После этого расставания Аврил полгода была в отношениях с музыкальным продюсером Джонатаном Ротемом. По слухам, она посвятила песню 2019 года «I Fell In Love With The Devil» их отношениям. В 2021 году стало известно об отношениях Лавин с рок-певцом Mod Sun. В январе 2021 года они выпустили совместную песню под названием «Flames». В марте 2022 года он сделал Аврил предложение. В апреле они отпраздновали помолвку в стиле поп-панк в доме певицы в Лос-Анджелесе, назвав её «предсвадебной свадьбой». В феврале 2023 года Аврил разорвала помолвку из-за проблем в отношениях. В это же время она была замечена в компании хип-хоп-исполнителя Tyga. В марте их роман был официально подтверждён. В июне пара рассталась.

### Здоровье
В апреле 2015 года она сообщила журналу People, что ей был поставлен диагноз болезнь Лайма больше года назад, из-за которого она была прикована к постели. В интервью Billboard Лавин сказала, что она успешно оправляется от болезни.

### Французское гражданство
По закону Лавин является француженкой с рождения, поскольку её отец был французом, а Франция практикует jus sanguinis. В феврале 2011 года она получила французский паспорт, подав заявку. В январе 2012 года был продан дом Лавин в Бель-Эйр, выставленный на продажу в мае 2011 года. После этого она переехала в Париж для изучения французского языка. Снимала квартиру и обучалась в школе Berlitz.

## Награды
Аврил Лавин стала лауреатом и номинантом более 100 премий по всему миру, включая восемь номинаций на премию «Грэмми». В России певица стала лауреатом премии MTV Russia Music Awards 2007 в категории Лучший зарубежный артист. Является членом ордена Канады (2024).

## Группа
| Нынешние участники - Стив Ферлаццо — клавишные (2007—настоящее) - Родни Ховард — ударные, перкуссия (2007—2019 [на перерыве]) - Дэн Эллис — соло-гитара, бэк-вокал (2013—настоящее) - Дэвид Иммерман — ритм-гитара, бэк-вокал (2013—настоящее) - Мэтт Рейлли — бас-гитара, бэк-вокал (2019—настоящее) - Крис Рив — ударные, перкуссия (2019 [заменяет Ховарда]) | Бывшие участники - Мэтт Бранн — ударные, перкуссия (2002—2007) - Джесси Колберн — ритм-гитара (2002—2004) - Марк Спикомак — бас-гитара, бэк-вокал (2002) - Эван Тобенфельд — соло-гитара, бэк-вокал (2002—2004) - Чарльз Мониз — бас-гитара (2002—2007) - Дэвин Бронсон — соло-гитара, бэк-вокал (2004—2008) - Крейг Вуд — ритм-гитара, бэк-вокал (2004—2007) - Джим Макгорман — ритм-гитара, бэк-вокал (2007—2013) - Эл Берри — бас-гитара, бэк-вокал (2007—2019) - Стив Фекете — соло-гитара, бэк-вокал (2008—2013) |

## Дискография
- 2002: Let Go
- 2004: Under My Skin
- 2007: The Best Damn Thing
- 2011: Goodbye Lullaby
- 2013: Avril Lavigne
- 2019: Head Above Water
- 2022: Love Sux

## Фильмография
| Год  |    | Русское название           | Оригинальное название      | Роль         |
| ---- | -- | -------------------------- | -------------------------- | ------------ |
| 2002 | с  | Сабрина — маленькая ведьма | Sabrina, the Teenage Witch | камео        |
| 2004 | ф  | Держись до конца           | Going the Distance         | камео        |
| 2006 | ф  | Нация фастфуда             | Fast Food Nation           | Элис         |
| 2006 | мф | Лесная братва              | Over the Hedge             | Хизер        |
| 2007 | ф  | Паства                     | The Flock                  | Беатрис Белл |
| 2010 | с  | Американский идол          | American Idol              | судья        |
| 2018 | мф | Распрекрасный принц        | Charming                   | Белоснежка   |
| 2022 | ф  | Доброго траура             | Good Mourning              | камео        |

## Туры
- Try to Shut Me Up Tour (2002—2003)
- Bonez Tour (2004—2005)
- The Best Damn Tour (2008)
- Black Star Tour (2011—2012)
- The Avril Lavigne Tour (2014)
- Head Above Water Tour (2019)
- Love Sux Tour (2022—2023)